# Odex
Odex är ett företag i Singapore som licensierar och distribuerar anime i sydöstra Asien. Företaget bildades år 1998 och började licensiera samt införa film från Japan till Singapore. År 2000 bildades en speciell grupp för anime.

## Distribution
Odex har valt att huvudsakligen distribuera sina varor i VCD framför DVD. Odex släppte anime på DVD tidigare men slutade med detta på grund av en väldigt liten marknad för dessa skivor i området, samt utspritt missbruk av dem som källor till olagliga kopior som senare säljs vidare i Nordamerika och Europa. Sedan 2005 försöker företaget att återigen införa viss distribution på DVD, och har uppnått en del framgångar med titlar som Full Metal Alchemist och Chrono Crusade.